# Locomotori STEL serie 94-98
I locomotori serie 94 ÷ 98, successivamente riclassificati nella serie 101 ÷ 105, erano una serie di vetture tranviarie che la STEL pose in servizio nel 1927-28, per l'esercizio delle tranvie dell'Adda.

## Storia
I locomotori "tipo Costamasnaga" furono costruiti in 5 esemplari nel 1927-28, in previsione del completamento dell'elettrificazione sulla linea Milano-Gorgonzola; poiché tale linea venne elettrificata a 1200 V cc e il resto della rete aveva una tensione di 600 V, le vetture ricevettero gli equipaggiamenti elettrici bitensione originariamente previsti per le vetture "tipo Desio", poi realizzate come monotensione.
Alla fine del 1930, a causa dell'introduzione di nuove serie di veicoli, i locomotori Costamasnaga furono reimmatricolati nella serie da 101 a 105.
Nel 1939 l'intero gruppo entrò nel parco ATM mantenendo la stessa numerazione e da una statistica del 1948 tutti i locomotori erano ancora in servizio.
Nel 1954 le unità da 101 a 104 furono trasformate eliminando il compartimento bagagli e ampliando così lo spazio passeggeri; la 105 invece venne distrutta da un incendio e accantonata. Nel 1961 quest'ultima fu completamente ricostruita con una nuova cassa metallica e carrelli provenienti dalla vettura 91 nel frattempo demolita; la vettura così ottenuta fu reimpiegata posta in composizione al treno bloccato 401.
Le unità da 101 a 104 trascorsero i loro ultimi anni sulla Milano-Vimercate; nel 1972 la 104 fu distrutta in un incidente e demolita tre anni dopo. Le tre unità restanti vennero ritirate dal servizio regolare nel 1979 e secondo una statistica dell'anno successivo risultavano ancora presenti nel parco ATM come riserva.
Nei primi anni duemila il locomotore 101 era ancora esistente seppure accantonato in pessime condizioni all'interno del deposito di Desio dove si trova tuttora quasi irriconoscibile.

## Caratteristiche
Nonostante la definizione ufficiale di "locomotori", i Costamasnaga erano in realtà vetture tranviarie per il trasporto di passeggeri (con 24 posti a sedere) con un ampio bagagliaio centrale, utilizzato per il trasporto delle merci, che all'epoca della costruzione non era ancora scomparso. Nel bagagliaio era anche posta la cabina di alta tensione.
Le vetture erano equipaggiate con 4 motori TIBB GDTM 133 da 105 HP ciascuno, e montavano carrelli tipo Commonwealth identici alle "Desio". Sul tetto vi erano due trolley per l'alimentazione a 600 V, e un pantografo per quella a 1200 V.

## Livree
I locomotori entrarono in servizio nella livrea bianco gesso tipica dei mezzi STEL. Con il passaggio all'ATM, le vetture assunsero una colorazione a due toni di verde, simile a quella dei tram urbani, ma con un caratteristico disegno frontale "a scudo".